# Thủy điện Nậm Khóa
Thủy điện Nậm Khóa là thủy điện xây dựng trên dòng Nậm Khóa tại vùng đất xã Nậm Xé, huyện Văn Bàn tỉnh Lào Cai, Việt Nam .
Thủy điện Nậm Khóa 3 có công suất lắp máy 18 MW với 2 tổ máy, khởi công tháng 3/2008, hoàn thành tháng 9/2010, tuy nhiên đã xảy ra sự cố máy và khôi phục tháng 6/2011 .
Nước được dẫn theo đường ống cỡ 3 km đến nhà máy điện 22°02′27″B 103°59′45″Đ / 22,040808°B 103,995965°Đ.

## Nậm Khóa
Nậm Khóa là dòng thượng nguồn hợp thành của Nậm Chăn trong lưu vực ngòi Nhù.
Nậm Khóa bắt nguồn từ sườn núi ở tây bắc xã Nậm Xé 22°07′41″B 103°58′32″Đ / 22,128122°B 103,975449°Đ, chảy hướng nam đến trung tâm xã thì đổi hướng đông nam.
Sang xã Minh Lương suối đổ vào sông Minh Lương (tức Nậm Chăn) 22°00′21″B 104°03′57″Đ / 22,005958°B 104,065898°Đ .

## Chỉ dẫn
1. ↑  Trong tiếng Thái-Tày "Nậm" có nghĩa là nước, sông, suối.